# 考納斯城堡

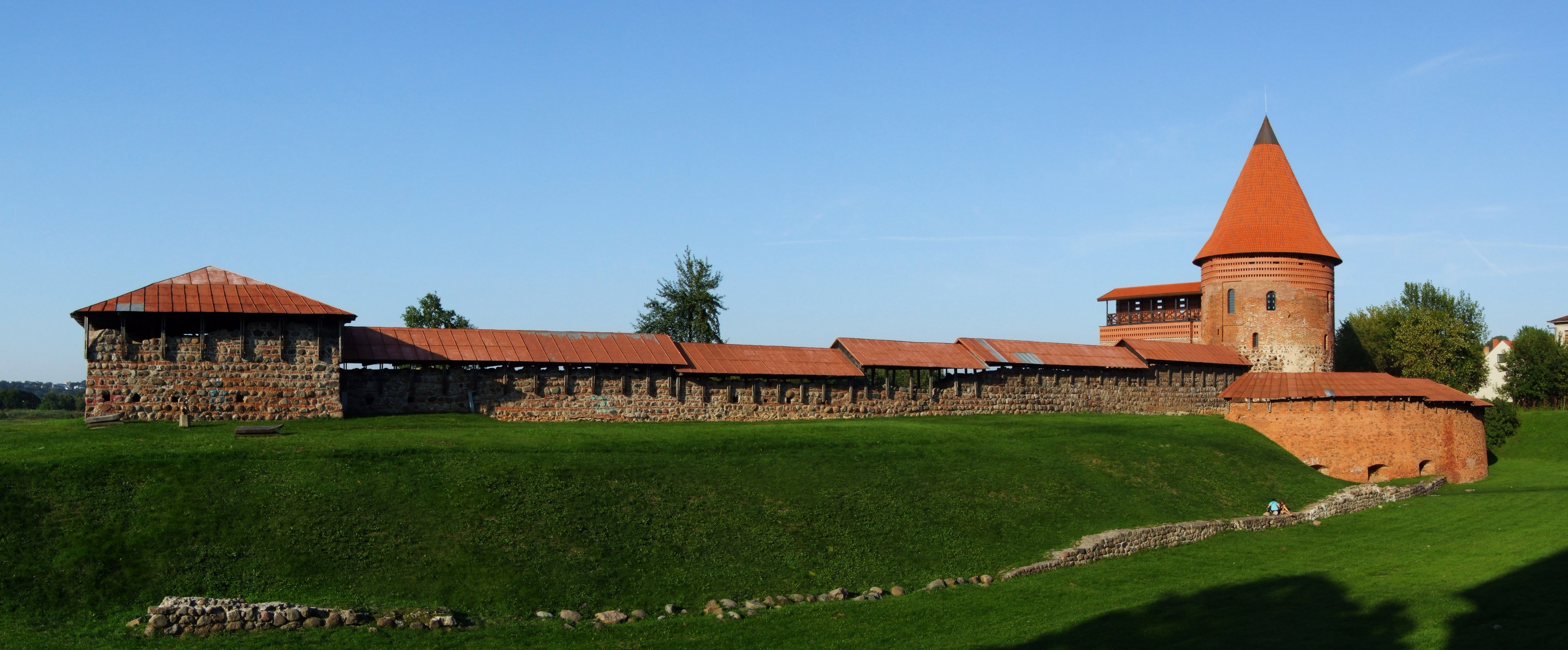
考納斯城堡

考納斯城堡是位於立陶宛城市考納斯的一座修建於中世紀時期的城堡。考納斯城堡始建於14世紀，是一座哥特式建築。現在考納斯城堡仍保留有三分之一的建築。

## 外部連結
- Castle Website

54°53′56″N 23°53′06″E / 54.899°N 23.885°E